# La Tendre Ennemie
Pour plus de détails, voir Fiche technique et Distribution.
La Tendre Ennemie est un film français réalisé par Max Ophüls, sorti en 1936.

## Synopsis
Line Dupont est obligée d'épouser un homme qu'elle n'aime pas. Sa mère, Annette, a été mariée et a connu un dompteur, Rodrigo, qui fut son amant. Les fantômes des deux hommes se souviennent et reconnaissent qu'ils furent malheureux avec leur liaison. Se liguant, ils vont tenter d'arracher la jeune fille à sa future vie.

## Fiche technique
- Titre : La Tendre Ennemie
- Réalisation : Max Ophüls, assisté de Ralph Baum
- Scénario : Max Ophüls, Curt Alexander, d'après la pièce L'Ennemie d'André-Paul Antoine
- Décors : Jacques Gotko
- Photographie : Eugen Schüfftan, assisté de René Colas
- Son : Antoine Archimbaud
- Montage : Pierre de Hérain
- Musique : Albert Wolff
- Maquillage : Hagop Arakelian
- Production : Max Ophüls
- Société de production : Éden productions
- Société de distribution : Télédis, Gaumont
- Format : Son mono  - Noir et blanc  - 1,37:1
- Genre : Comédie romantique et fantastique
- Pays d'origine :  France
- Durée : 69 minutes
- Date de sortie : France, 24 octobre 1936

## Distribution
- Simone Berriau : Annette Dupont
- Catherine Fonteney : Mme Dupont
- Laure Diana : la Poule
- Jacqueline Daix : Line
- Georges Vitray : Dupont
- Lucien Nat : le promis
- Pierre Finaly : l'oncle d'Émile
- Henri Marchand : l'extra
- Maurice Devienne : le fiancé
- Camille Bert : Docteur Desmoulins
- Marc Valbel : Rodrigo
- Janine Darcey : la cousine
- Roger Legris : le Saint-Cyrien
- Germaine Reuver : Tante Jette